# Madan de Magura

Madan de Magura – herb szlachecki rodziny siedmiogrodzkiej zamieszkałej w Polsce.

## Opis herbu
Na tarczy złotem obramowanej, w polu czerwonym, na srebrnym koniu mąż w takiejż zbroi. Klejnot: pięć strusich piór.

## Historia herbu
Za Juliuszem Ostrowskim:
Herb rodziny siedmiogrodzkiej, z której Jan i Emeryk otrzymali 26 czerwca roku 1805 od Franciszka II, cesarza świętego państwa rzymskiego, potwierdzenie szlachectwa nadanego ich przodkowi przez Michała Apafy księcia siedmiogrodzkiego w roku 1663. Z nich Jan, sędzia pokoju powiatu lubelskiego 1812-1830, w roku 1825 zapisany do ksiąg szlachty lubelskiej, Seweryn, podporucznik w pułku krakusów lubelskich w roku 1830.